# Udruga za slobodnozidarsku arhitekturu i baštinu
Udruga za slobodnozidarsku arhitekturu i baštinu (fran. Association Architecture et Patrimoine Maçonniques; engl. Association for Masonic Architecture and Heritage), skraćeno AAPM, je međunarodni savez koja okuplja slobodnozidarske velike lože i dodatne redove s ciljem promicanja arhitektonske baštine i njezino širenje u Francuskoj i Europi.

## Povijest
Udruga za slobodnozidarsku arhitekturu i baštinu je osnovana 27. rujna 2019. godine u Parizu na inicijativu Velike lože Francuske. Nakon razdoblja pandemije COVID-19, aktivnosti Udruge su bile zaustavljene. Ponovno su aktivirane od siječnja 2024. godine kada je donešen novi statut koji omogućuje oživljavanje projekata, posebno zahtjeva za certifikaciju u okviru Kulturnih ruta Vijeća Europe. Tom prigodom pokrenut je i projekt Puteva arhitekture i nasljeđa slobodnog zidarstva.
U prosincu 2024. godine i Velika regularna loža Hrvatske pristupila je ovoj udruzi.

## Ustroj
Sjedište Udruge za slobodnozidarsku arhitekturu i baštinu je u Parizu, Francuska.

### Članstvo
Udruga ima preko 30 članica razvrstanih u nekoliko kategorija. 
Europske velike lože u članstvu ove udruge su:
- Velika regularna loža Andore
- Velika loža Austrije Drevnog i prihvaćenog škotskog obreda
- Velika loža Belgije
- Velika loža Francuske
- Velika regularna loža Hrvatske
- Velika loža kulture i duhovnosti (u Poljskoj)
- Velika nacionalna loža Portugala
- Velika nacionalna loža Rumunjske
- Velika regularna loža Sjeverne Makedonije
- Velika regularna loža Slovenije
- Velika nacionalna loža Srbije
- Velika loža Kanara

Druge članice udruge su su:
- Zaklada za bratstvo i humanizam – zaklada Velike lože Francuske
- Vrhovni savjet Francuske – upravno tijelo Drevnog i prihvaćenog škotskog obreda pri Velikoj loži Francuske

## Vanjske poveznice
- Službena stranica